# Kamimusubi
Kamimusubi (神産巣日), également connu sous le nom de Kamimusuhi parmi d'autres variantes, est un kami et un dieu de la création dans la mythologie japonaise. C'est un hitorigami et l'un des trois premiers kami à apparaître (Kotoamatsukami), aux côtés d'Ame-no-Minakanushi et Takamimusubi, formant ainsi un trio à l'origine de toute création. Le nom est composé de kami, désignant la divinité, et de musubi, signifiant « force exécutante de création ».

## Mythologie

Tableau illustrant les kami apparus lors de la création du Ciel et de la Terre selon la mythologie japonaise.

Lors de la création du Ciel et de la Terre, Kamimusubi était à Takamagahara avec Ame-no-Minakanushi et Takamimusubi.
À Kojiki , Kamimusubi est un dieu ancestral qui siège à Takamagahara et assiste les dieux d'Izumo, et est appelé « Mi-Oya » (nom honorifique de l'ancêtre) par d'autres dieux. Kamimusubi est devenu le dieu ancestral des cinq grains (ancêtres) après que Kamimusubi ait transformé les grains produits à partir du corps d'Ōgetsu-hime, la déesse de la nourriture, qui a été tuée par Susanoo, le dieu des tempêtes.
Au début du texte, il est dit que Kamimusubi est un hitorigami asexué, mais quand Ōkuninushi est tué par Yasogami (八十神), sa mère, Sashikuniwakahime (刺国若比売), fait une demande à Kamimusubi. Cependant, ici, Kamimusubi est considérée comme une déesse car Kisagaihime et Umugihime ont été guéries par le « lait maternel ».
Puisque les dieux Izumo ne sont pas mentionnés dans Nihon Shoki, Kamimusubi n'existe que comme une paire cinématique de Takamimusubi.
Dans Izumo-no-kuni Fudoki, Kamimusubi apparaît comme l'ancêtre des Tochi-gami (dieux de la terre) qui apparaissent comme l'origine du nom de la péninsule de Shimane. Beaucoup de Tochi-gami, comme Kisagaihime et Umugihime, sont des déesses, et on pense que Kamimusubi est la déesse mère dans la généalogie d'une société matriarcale.
Kamimusubi est considérée dans de nombreuses versions comme la mère de Sukunabikona,.Sukunabikona aidera plus tard Ōkuninushi dans le développement du terrain.
Tout en étant un Amatsukami (« Kami du ciel ») , Kamimusubi a un lien fort avec Kunitsukami (« Kami de la terre ») dans la tradition d'Izumo. Pour cette raison, il est également théorisé que Kamimusubi était un kami du clan Izumo.

## Analyse
Au début de la période Heian, le Kogo Shūi décrit Kamimusubi comme l'ancêtre du clan Ki.

Au cours des périodes médiévales et du début des temps modernes, Motoori Norinaga, dans son commentaire sur le Kojiki, a écrit que Kamimusubi et Takamimusubi sont les « premiers ancêtres du ciel et de la terre, des kami et de toute existence », leur accordant une plus grande importance au fil du temps. Ame-no-Minakanushi. Ce point de vue remettait en question la croyance de la Prêtrise Watari, selon laquelle Ame-no-Minakanushi était plus important que Kamimusubi et Takamimusubi parce qu'ils avaient été créés en premier. Son raisonnement est que Kamimusubi et Takamimusubi sont les deux kami de la production, et donc :
Chaque chose dans le monde, depuis le ciel et la terre jusqu'à ses multiples êtres et phénomènes, une et toutes, est née de l'esprit productif [ musubi ] de ces deux grands kami de production, de sorte que même si de nombreux kami sont dans le monde, ce sont ces [deux] kami qui sont particulièrement estimés pour la vertu bénie [ mimegumi ] de leur esprit productif. Ce sont eux, parmi tous les autres, qui doivent être adorés avec la plus haute estime.
Hirata Atsutane décrit Kamimusubi et Takamimusubi de la même manière, comme les « kami ancestraux naturels ultimes des êtres humains », les décrivant comme « nos grandes divinités parentales naturelles », donnant naissance à Izanagi et Izanami.

## Généalogie
Il n'y a aucune trace d'un conjoint pour Kamimusubi, mais plusieurs enfants sont mentionnés.

### Enfants
- Ame-no-Koyane[7],[8]
- Kisagaihime and Umugihime (ja)
- Sukunabikona
- Aménoikutama